# کتابخانه ملی جمهوری چک

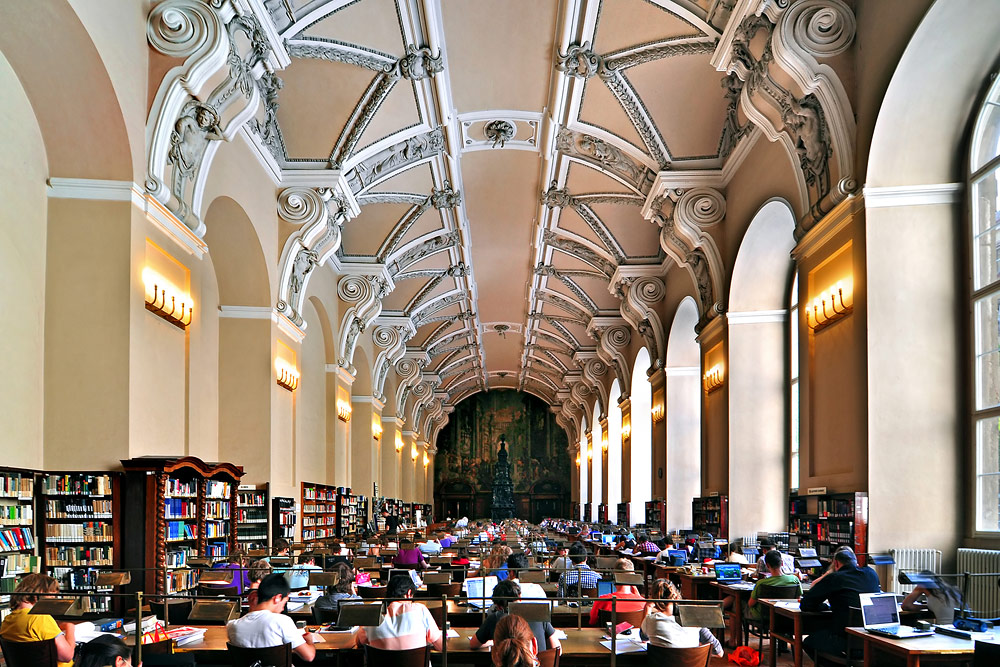
سالن مطالعه در کتابخانهٔ ملی جمهور چک

کتابخانهٔ ملی جمهور چک (Czech: Národní knihovna České republiky) کتابخانهٔ مرکزی جمهوری چک است. این کتابخانه در ساختمان کلمنتینوم در پراگ واقع شده است. توسط وزارت فرهنگ جمهوری چک مدیریت می‌شود. این کتابخانه بزرگ‌ترین کتابخانه در جمهوری چک است که ۶ میلیون جلد کتاب در آن نگهداری می‌شود و ۶۰ هزار مشترک دارد.